# Dinacoma marginata
Dinacoma marginata är en skalbaggsart som beskrevs av Thomas Casey 1886. Dinacoma marginata ingår i släktet Dinacoma och familjen Melolonthidae. Inga underarter finns listade i Catalogue of Life.